# St. Laurentius (Dockweiler)

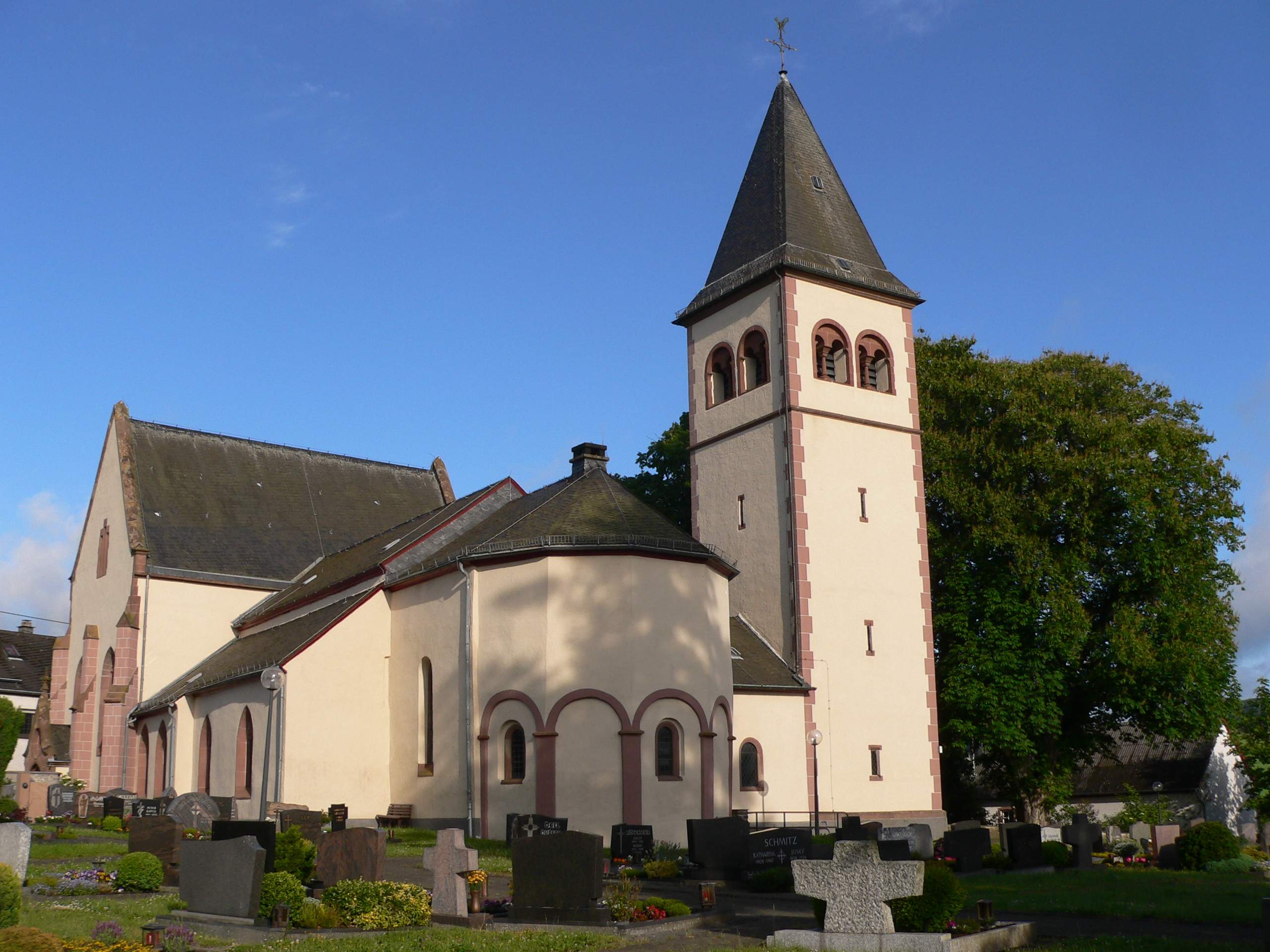
St. Laurentius (Dockweiler)

Die Kirche St. Laurentius ist die römisch-katholische Pfarrkirche von Dockweiler im Landkreis Vulkaneifel in Rheinland-Pfalz. Sie gehört zur Pfarreiengemeinschaft Daun im Bistum Trier.

## Geschichte

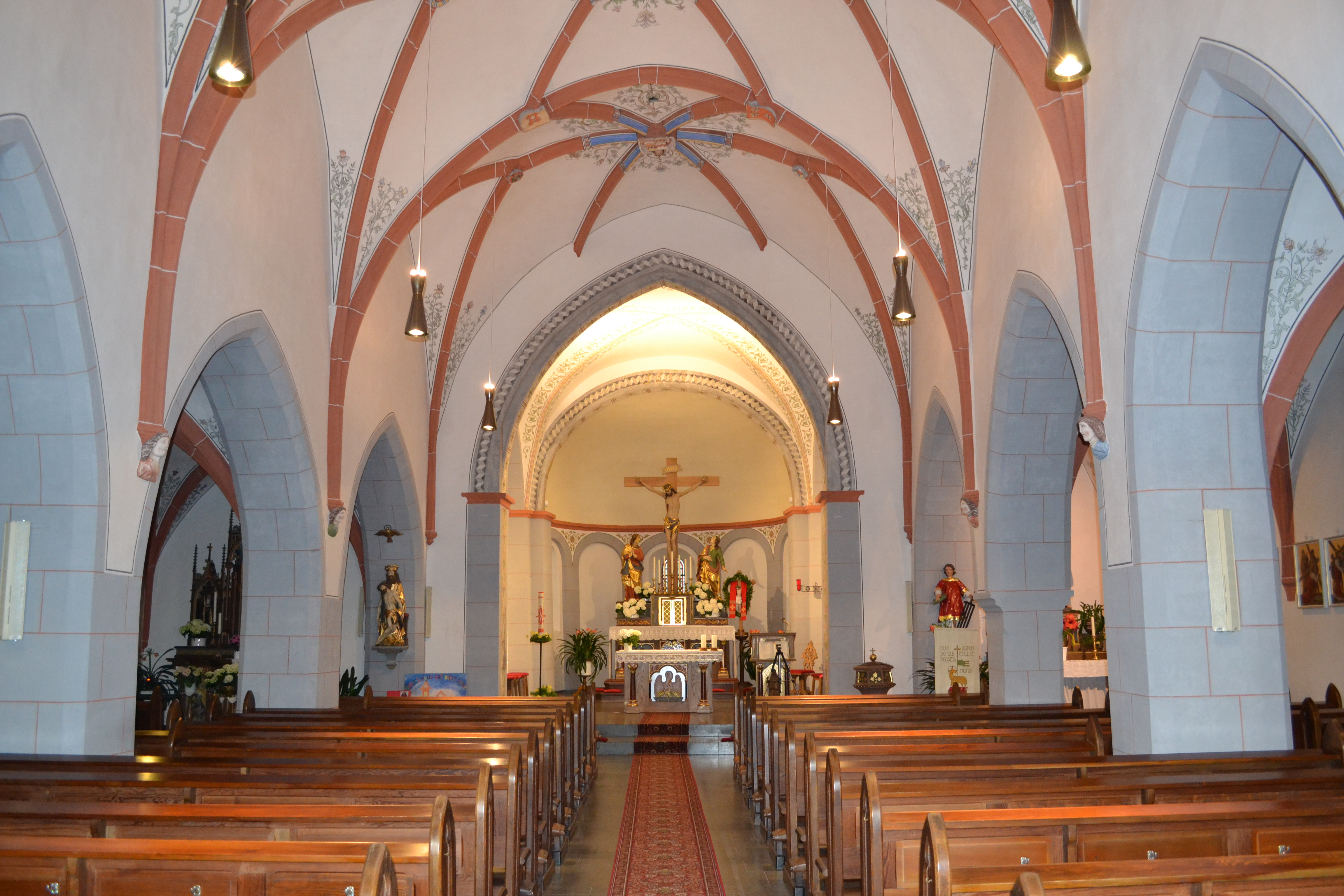
St. Laurentius (Dockweiler)

Seit dem 11. Jahrhundert gibt es in Dockweiler eine Kirche, die im 12. Jahrhundert durch eine romanische in Bruchsteinbauweise errichtete dreischiffige Basilika ersetzt wurde. Nach mehreren Umbauten und Restaurierungen in den Jahren 1519, 1648, 1772, 1825 und 1869 wurde die Kirche zuletzt von 1903 bis 1904 nach Plänen von Lambert von Fisenne mit neuem Querschiff (samt Empore) und neuem romanisierendem Glockenturm umgebaut. 2008 und 2013 kam es zu Renovierungen (außen und innen). Kirchenpatron ist Laurentius von Rom.

## Ausstattung
Die heutige Orgel wurde 1940 durch die Firma Sebald gebaut. Sie verfügt über zwei Manuale und 15 Register.